# 4553 Doncampbell
4553 Doncampbell је астероид главног астероидног појаса са средњом удаљеношћу од Сунца која износи 2,617 астрономских јединица (АЈ).
Апсолутна магнитуда астероида је 12,8.